# ENDLESS
ENDLESS（エンドレス）は、日本のヴィジュアル系ユニットである。

## メンバー
SHIGE（シゲ、1976年1月21日 - ） - ボーカル、ギター
2007年から2017年までKαinのギタリストとしても活動。
2014年から遠藤重賢名義でソロ活動も行っている。
TETSU（テツ、1975年8月30日 - ） - キーボード
哲士名義でJILSの『SAD SONGS』に参加している。D≒SIREの編曲者クレジットもこの名義である。

## 来歴
1992年、ENDLESS結成。後にTETSUが加入し5人編成となり、1994年からSHIGEとTETSUのユニット編成となる。学生時代のSHIGEは、他校のギター演奏の上手な人物の情報を得ては、ギターを持って会いに行っていたこと（所謂「道場破り」）がきっかけとなり、SHIGEとTETSUは知り合ったという。
1999年5月、ソニー・ミュージックエンタテインメントからメジャーデビュー。
2000年3 - 4月頃、ソニー・ミュージックエンタテインメントとの契約を終了し、同年9月にKreisからマキシシングルをリリースする。
2001年5月2日、TETSU、JILSのライブにサポートメンバーとして参加する。8 - 9月、SHIGE（ギタリストとして）とTETSU、YUKIYA with Kreis Projectに参加。以降、活動が途絶える。
2006年11月12日、SHIGE（ギタリストとして）とTETSU、Kreisレーベル設立10周年記念イベントにD≒SIREの元メンバーとして参加する。
2007年7月28日、YUKIYAプロデュースイベントでENDLESSの活動を再開した。
2018年1月27日、Mt.RAINIER HALL SHIBUYA PLEASURE PLEASUREでの公演をもって無期限活動休止。

## サポートメンバー
OKAHIRO（オカヒロ、岡田 弘） - ギター
1997年からレコーディング及びライブメンバーとして参加する。
HAYATO（ハヤト） - ドラム
元Blüeのドラマー。2007年からレコーディング及びライブメンバーとして参加する。
中村泰造（なかむら たいぞう） - ベース
cuneのベーシスト。2007年からライブメンバーとして参加する。
西川貴博（にしかわ たかひろ） - ドラム
1999年ごろまでレコーディング及びライブメンバーとして参加していた。
Yanz（山本 秀史） - ベース
2000年までライブメンバーとして参加していた。
KEN（ケン） - ギター
2007年12月24日に行われたライブに参加した。
山内健雄 - ギター
2010年3月14日、2011年1月22日に行われたライブに参加した。
JUN≒NA（ジュンナ） - ベース
『SILENCE』のレコーディングに参加した。

## 作品

### シングル
| タイトル          | 発売日         | レーベル                                      |
| ----------------- | -------------- | --------------------------------------------- |
| FAITH             | 1998年7月1日   | D-Area                                        |
| 微風 〜Soyokaze〜 | 1999年5月21日  | SMEJ Associated Records                       |
| Darlin'           | 1999年7月23日  | SMEJ Associated Records                       |
| ONLY ONE          | 1999年9月22日  | SMEJ Associated Records                       |
| Frontier          | 2000年9月9日   | Kreis                                         |
| 浮遊楼            | 2007年12月24日 | Tokyo Monochrome Factory Records内MODERN BEAT |
| 夜光              | 2008年1月21日  | Tokyo Monochrome Factory Records内MODERN BEAT |
| ノスタルジア      | 2008年3月21日  | Tokyo Monochrome Factory Records内MODERN BEAT |
| TABOO             | 2011年3月9日   | Tokyo Monochrome Factory Records内MODERN BEAT |
| 始まりの日        | 2017年1月21日  | Tokyo Monochrome Factory Records内MODERN BEAT |

### ミニアルバム
| タイトル                   | 発売日         | レーベル                                      |
| -------------------------- | -------------- | --------------------------------------------- |
| SILENCE                    | 1998年12月21日 | D-Area                                        |
| Closing World              | 2014年1月29日  | Tokyo Monochrome Factory Records内MODERN BEAT |
| Falling Tears - 夜空の月 - | 2014年9月3日   | Tokyo Monochrome Factory Records内MODERN BEAT |

### アルバム
| タイトル         | 発売日        | レーベル                                      |
| ---------------- | ------------- | --------------------------------------------- |
| Bonnie and Clyde | 1999年11月3日 | SMEJ Associated Records                       |
| Monochrome Sky   | 2009年7月1日  | Tokyo Monochrome Factory Records内MODERN BEAT |

### DVD
| タイトル                             | 発売日        | レーベル                                      |
| ------------------------------------ | ------------- | --------------------------------------------- |
| 20140830表参道GROUND                 | 2015年2月20日 | Tokyo Monochrome Factory Records内MODERN BEAT |
| The sky is the limit 2015            | 2016年2月20日 | Tokyo Monochrome Factory Records内MODERN BEAT |
| Final Chapter -The sky is the limit- | 2021年1月27日 | Tokyo Monochrome Factory Records内MODERN BEAT |

## 出演

### 過去のレギュラー番組
- 刺激的音楽紀行（FM長崎、FM青森、FM石川、FM三重、FM山形）[3]
- 刺激的音楽紀行〜North Street（AIR-G）[23]
- Midnite Kiss part2 〜ENDLESSのINSTANT KISS（Kiss-FM KOBE）[23]